# ブロモジフルオロメタン
ブロモジフルオロメタン (Bromodifluoromethane) は、またはハロン1201、FC-22B1は、3つの置換基がハロゲンに置き換わった気体状のメタン誘導体である。
400℃から600℃での水素とジブロモジフルオロメタンの反応によって得ることができる。
臨界温度は138.83℃、臨界圧力は5.2MPa、臨界密度は0.275dm3/molである。
ブロモジフルオロメタンは、かつて冷媒や消火器として利用されていた。オゾン層破壊物質としては、クラス1に指定されており、 オゾン破壊係数は0.74である。2000年のモントリオール議定書で禁止されている。